# طلال
طلال یا ماهی یونا یک ماهی از خانواده تون‌ماهیان است که در آب‌های گرم‌تر از ۱۷ درجه سانتی‌گراد زیست می‌کند و در دسته‌های بزرگ حرکت می‌کند، تغذیه انواع جوان از فیتوپلانکتون‌ها و زئوپلانکتون‌ها و انواع بالغ از لارو ماهی و میگو است. طلال یک ماهی بَرلُجه‌ای پایابی (اپی‌پلاژیک نریتیک) است یعنی در نواحی کم‌عمق نزدیک به ساحل زندگی می‌کند.
در جنوب ایران به آن گرفا می‌گویند. صید طلال با تور گردان پیاله‌ای، تور بالارونده و در نزدیکی ساحل با استفاده از تله‌های ساخته شده از نی انجام می‌شود.

## ویژگی‌ها
اندازه طلال حداکثر اندازه ۳۵ سانتی متر و به‌طور متوسط ۲۵ سانتی متر می‌باشد.
مشخصات: بدن نسبتاً کشیده تا حدی کلفت، دهان بزرگ و انتهایی، هر دو فک دارای دندان، چشم‌ها درشت، خارهای آبششی خیلی طویل، وقتی دهان ماهی باز باشد قابل رویت است، تعداد خارهای آبششی روی اولین کمان آبششی ۴۵ تا ۵۰ عدد می‌باشد، باله پشتی اول دارای ۹ تا ۱۰ شعاع سخت و باله پشتی دوم دارای ۱۱ تا ۱۲ شعاع نرم است و باله مخرجی دارای ۱ تا ۲ شعاع سخت و ۱۱ شعاع نرم است، به دنبال باله پشتی دوم ۵ تا ۶ بالچه و به دنبال باله مخرجی ۵ بالچه وجود دارد. در طرفین قاعده باله پشتی دو ردیف طولی از لکه‌های کوچک تیره و در بخش بالایی بدن نوارهای طولی تیره باریک وجود دارند. یک لکه سیاه نیز نزدیک حاشیه پایینی باله سینه‌ای وجود دارد.